# مكافحة الآفات

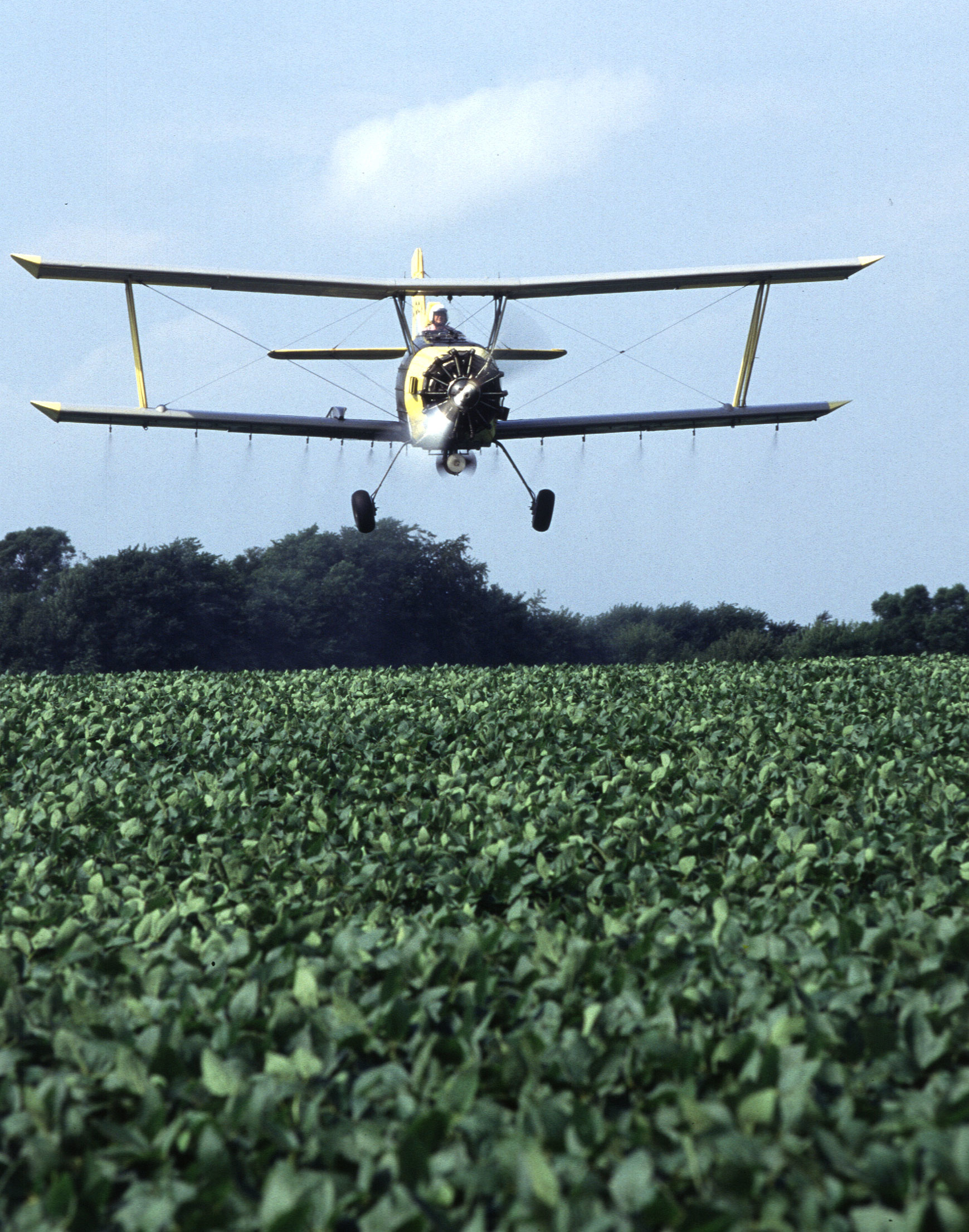
طائرة زراعية ترش المبيدات

يشير مصطلح مكافحة الآفات إلى ضبط أو تنظيم الكائنات الحية المصنفة كآفة والتي تؤذي صحة الإنسان أو اقتصاده.

## تاريخها
مكافحة الآفات بقدم الزراعة على الأقل، إذ دائمًا ما كانت الحاجة موجودة لإبقاء المحاصيل آمنةً من الآفات. منذ 3000 ق.م. في مصر، استخدمت القطط لمكافحة آفات مخازن الحبوب كالقوارض. كانت حيوانات ابن مقرض في أوروبا تربى بحلول عام 500 م لاستخدامها في القضاء على الفئران. أدخلت السموريات إلى المنازل لمكافحة القوارض والأفاعي، على الأرجح من قبل المصريين القدماء.
كانت الطريقة التقليدية على الأرجح أول طريقة تطبق، بما أنه من السهل نسبيًا القضاء على الأعشاب الضارة بإحراقها أو حرث الأرض فوقها، بالإضافة إلى قتل الحيوانات الكبيرة المنافسة من آكلات النباتات. لأساليب مثل تدوير المحاصيل، وزراعة المحاصيل المرافقة (تعرف أيضًا باسم زراعة المحاصيل التبادلية أو زراعة المحاصيل المختلطة)، والاصطفاء الاصطناعي للمستنبتات النباتية المقاومة للآفات تاريخ طويل.
استخدمت مبيدات الآفات الكيميائية لأول مرة نحو 2500 ق.م.، حين استخدم السومريون المركبات الكبريتية كمبيدات للحشرات. كان ما حفز المكافحة المعاصرة للآفات انتشار خنفساء بطاطا كولورادو في أرجاء الولايات المتحدة الأمريكية. بعد الكثير من النقاشات، استخدمت مركبات زرنيخية لمكافحة الخنفساء ولم يصب البشر بالتسمم كما كان متوقعًا. فتح هذا الطريق أمام انتشار قبول المبيدات الحشرية في القارة. مع التحول الصناعي والآلي للزراعة في القرنين الثامن عشر والتاسع عشر، ودخول مبيدات البايريثروم والديريس الحشرية، أصبحت المكافحة الكيميائية للآفات واسعة الانتشار. في القرن العشرين، عزز اكتشاف عدة مبيدات حشرية اصطناعية -كثنائي كلورو ثنائي فينيل ثلاثي كلورو الإيثان (دي دي تي)، ومبيدات الأعشاب- هذا التطور.
أول حالة مسجلة للمكافحة الحيوية كانت في نحو 300 م. في الصين، حيث وضعت مستعمرات من النمل النساج ورقي المسكن الزمردي أويكوفيلا سماراغدينا عمدًا في حقول الحمضيات لمكافحة الخنافس وحشرات اليسروع. أيضًا في الصين، استخدم البط في حقول الأرز لتتغذى على الآفات، كما يظهر في رسومات الكهوف القديمة. في 1762، جلب طائر مينة هندي إلى موريشيوس لمكافحة الجراد، وفي نحو الوقت نفسه، وصلت أشجار الحمضيات في بورما بنباتات الخيزران للسماح للنمل بالمرور بينها للمساعدة في مكافحة اليسروع. في ثمانينيات القرن التاسع عشر، استخدمت الدعسوقيات في حقول الحمضيات في كاليفورنيا لمكافحة الحشرات القشرية، وتبعت ذلك تجارب حيوية أخرى للمكافحة. وضع إدخال الدي دي تي، وهو مركب رخيص وفعال، حدًا فعالًا لتجارب المكافحة الحيوية. بحلول ستينيات القرن العشرين، بدأت مشاكل مقاومة المواد الكيميائية وتضرر البيئة بالظهور، وشهدت المكافحة الحيوية نهضةً من جديد. ما تزال المكافحة الكيميائية للآفات النمط السائد لمكافحة الآفات اليوم، رغم تجدد الاهتمام بمكافحة الآفات بالطرق التقليدية والحيوية في نهاية القرن العشرين واستمرار هذا الاهتمام حتى اليوم.

## طرق مخصصة لآفات محددة

### مكافحة القوارض الطبيعية
تشجع عدة منظمات إعادة تأهيل للحياة البرية على الشكل الطبيعي من مكافحة القوارض عن طريق الإقصاء ودعم الحيوانات المفترسة ومنع التسمم الثانوي كله. تذكر وكالة الحماية البيئية في الولايات المتحدة الأمريكية في قرارها المقترح لتخفيف المخاطر لتسع مبيدات قوارض أنه «دون تعديل المسكن الطبيعي لجعل المناطق أقل جاذبية للقوارض المتعايشة، فحتى القضاء عليها لن يمنع مجموعات جديدة من إعادة استعمار المسكن». وضعت وكالة حماية البيئة في الولايات المتحدة توجيهات للمكافحة الطبيعية للقوارض ولوضع فخاخ آمنة لها في المناطق السكنية مع إطلاقها لاحقًا في البرية. يحاول الناس أحيانًا الحد من ضرر القوارض باستخدام الطاردات. زيت التنوب البلسمي المستخلص من الشوح البلسمي طارد سام للقوارض مرخص من وكالة حماية البيئة. يبعث جذر كامبيلاكانثا الذي يعد من أنواع الأكاسيا متعددة الأشواك مركبات كيميائية تطرد الحيوانات بما فيها الجرذان.

### آفات الطعام
تصيب الآفات الحشرية -ومنها عثة الدقيق المتوسطية، وعثة القمح الهندية، وخنفساء السجائر، وخنفساء الصيدلية، وخنفساء الدقيق المرتبكة، وخنفساء الدقيق الحمراء، وخنفساء حبوب التاجر، وخنفساء الحبوب منشارية الأسنان، وسوسة القمح، وسوسة الذرة، وسوسة الأرز- الأغذية الجافة المخزنة كالدقيق والحبوب والمعكرونة.
في البيوت، عادةً ما ترمى الأطعمة المصابة بالحشرات في النفايات، ويجب أن يمنع تخزين هكذا منتجات في حافظات مختومة حدوث المشكلة من جديد. من المرجح ألا تلاحظ بيوض هذه الحشرات، وتكون اليرقات أكثر مراحل حياة الحشرات تدميرًا، ومرحلة البلوغ الأكثر وضوحًا للعيان. بما أنه من غير الآمن استخدام المبيدات الحشرية قرب الأطعمة، فإن معالجات بديلة كالتجميد لأربعة أيام عند درجة حرارة 0 فهرنهايت (-18 درجة مئوية) أو الخبز لنصف ساعة عند درجة حرارة 130 فهرنهايت (54 درجة مئوية) كفيلة بأن تقتل أي حشرات موجودة.

### عثة الثياب
تتغذى يرقات عثة الثياب على الأنسجة والسجاد، وتحديدًا منها المخزنة أو المتسخة. تضع الإناث البالغة أكياسًا من البيوض على الأنسجة الطبيعية، بما فيها الصوف والحرير والفرو بالإضافة إلى القطن والكتان وتراكيبها. تحيك اليرقات النامية شبكات حماية لها وتأكل النسيج، صانعةً ثقوبًا وبقعًا من فضلاتها. غالبًا ما يرتكز الضرر في مواقع مخفية، تحت الياقات وقرب درزات الثياب، وفي الثنايا والشقوق في الأثاث وقرب حواف السجاجيد وتحت المفروشات. تشمل طرق المكافحة استخدام الحاويات المحكمة للتخزين، والغسيل الدوري للثياب، والحجز والتسخين والتجميد واستخدام المواد الكيميائية؛ تحتوي كرات طرد العثة على مواد متطايرة طاردة للحشرات مثل 1,4-ديكلوروبينزين، الذي يطرد الحشرات، ولكنه لا يقتل اليرقات، والبيرميثرين، والبايرثرويدات، أو قد يجب استخدام مبيدات حشرية أخرى.

### خنافس السجاد
خنافس السجاد من عائلة خنافس الجلد، وفي حين تتغذى الخنافس البالغة على الرحيق والطلع، فإن اليرقات من الآفات المخربة في المنازل والمستودعات والمتاحف. تتغذى على المشتقات الحيوانية كالصوف والحرير والجلد والفرو وشعيرات فراشي الشعر وشعر الحيوانات الأليفة والريش ومعروضات المتاحف. غالبًا ما تصيب المواقع المخفية وقد تتغذى على أنواع أكثر من النسج بالمقارنة مع عثة الثياب، تاركةً وراءها بقعًا من الفضلات والجلود البنية المفرغة التي تبدو هشة. تصعب إدارة استعمارها للأماكن وهي مبنية على الإبعاد والتعقيم حيثما أمكن، واللجوء إلى مبيدات الآفات عند الضرورة. يمكن للخنافس أن تأتي عن طريق الطيران من الخارج ويمكن لليرقات أن تعيش على كسور النسيل، والغبار، وداخل أكياس المكانس الكهربائية. في المستودعات والمتاحف، يمكن استخدام مصايد دبقة تستخدم فيرومونات ملائمة للتعرف على المشاكل، ويمكن للتسخين، والتجميد، وبخ السطوح بالمبيدات الحشرية، والتعقيم بالبخار قتل الحشرات عند تطبيقها بشكل مناسب. يمكن حماية الأغراض المعرضة للخطر من الهجوم بإبقائها في حافظات نظيفة محكمة الإغلاق.

### في مدرجات الطيران
الطيور من المخاطر البارزة التي تهدد الطائرات، ولكن من الصعب إبقائها بعيدةً عن المطارات. درست عدة طرق. جربت طريقة صعق الطيور بإطعامها طعمًا يحتوي على مواد تسبب الدوخة، وقد يكون من الممكن تقليص أعدادها في المطارات بتخفيض عدد ديدان الأرض واللافقاريات الأخرى عن طريق معالجة التربة. ترك العشب طويلًا في المطارات بدلًا من جزه يساعد أيضًا في طرد الطيور. يجري تجريب الشبكات الصوتية: وهي تنتج أصواتًا تجدها الطيور مربكة ويبدو أنها فعالة في إبعاد الطيور عن المناطق المتأثرة.

### التوصيات والتشريعات
تختلف التوصيات والتشريعات المتعلقة باستخدام الطرق المسموحة لتطبيق المبيدات الحشرية والمواد الكيمائية وشروط تخزينها من دولة لأخرى. وغالبًا ما توضع التشريعات لكل ولاية خاصة بمنطقة معينة.

## الطرق العامة لمكافحة الآفات

### المكافحة الطبيعية
و تشمل العوامل التي تهلك أو تحد من انتشار الافة دون تدخل بشري فيها، حيث تعمل الظروف الطبيعية على الحد من الافات، ويمكن انجاز هذه العوامل فيما يلي:
1. عوامل غذائية: مثل عدم توافر الغذاء بسبب الجفاف أو عدم توفر العائل.
2. عوامل جوية: مثل ارتفاع أو انخفاض الحرارة والرطوبة ونشاط الرياح وهطول الأمطار.
3. عوامل حيوية: من امثلتها الأعداء الحيوية كالمفترسات أو المتطفلات وأمراض الحشرات الفطرية والبكتيرية والفيروسية.
4. عوامل طبوغرافية: مثل وجود الصحاري والجبال والبحيرات والمحيطات. وهذه العوامل يمكنها ان تحد من انتشار الآفات.

### المكافحة التطبيقية
يعمل الإنسان على تطبيق هذا النوع من المكافحة إذا ما فشلت المكافحة الطبيعية في أداء دورها، ومن أهم أنواع هذا النوع من المكافحة:

#### الطرق الزراعية
يؤدي تجهيز الأرض الزراعية وخدمتها إلى التقليل من يرقات الحشرات وذلك عن طريق تعريضها لحرارة الشمس والطيور والأعداء الحيوية كما يساعد الحرث على التخلص من بعض أنواع الحشائش الضارة من الأرض الزراعية، كما يساعد استخدام دورة زراعية منظمة ومنسقة في التقليل من تكاثر بعض أنواع الحشرات الضارة، كما تعتبر التسميد وتنظيم الري واستخدام الطرق الحديثة في هذين المجالين وإلى التقليل من ضرر بعض الآفات الحشرية،

#### المكافحة الميكانيكية
و هي استخدام طرق فعالة في الحد من انتشاء الآفات الحشرية ومن أمثلتها إدخال سلك معدني في الأنفاق التي تعيش فيها يرقات حفار ساق التفاح للقضاء عليها، وهذه الطرق تعتمد على توفر الأيدي العاملة، فإذا ما توفرت الأيدي العاملة بأجور زهيدة، فسيتمكن المزارعون من تطبيق المكافحة الميكانيكية لتفادي والقضاء على الآفات الزراعية.

#### المكافحة الحيوية
المكافحة الحيوية هي استخدام الأعداء الحيوية لبعض الحشرات لإضعافها والتقليل من أعدادها في المناطق الزراعية، مثل مسببات الأمراض الفطرية والبكتيرية التي تصيب الحشرات الضارة وتفتك بها وقد تضعفها في بعض الحالات أو تجعلها أكثر تأثرا بالمبيدات الكيماوية، وفي نفس الوقت يعتبر لجوء الإنسان إلى استخدام المبيدات الكيماوية من أهم الأسباب التي أدت إلى ضعف انتشار الأعداء الحيوية لبعض الحشرات في المناطق الزراعية كما إن القيام بتحويل الغابات إلى مناطق زراعية أدى إلى تكون مناطق سكنية للحشرات خالية من الأعداء الحيوية لها.

#### المكافحة بوسائل تشريعية
تسن العديد من الدول قوانين وتشريعات خاصة للعاملين في الزراعة والمزارعين حتى تعمل على تثقيفهم نوعا ما فيما يخص الآفات الزراعية وكذلك تطبيق القوانين الخاصة بالحجر الزراعي في حالة انتشار آفة ما للمساعدة في حد انتشارها والتصدي لها.

#### المكافحة الكيميائية
المبيدات الحشرية هي عبارة عن مواد كيميائية طبيعية أو مصنعة لها القدرة على قتل الآفات بتركيزات قليلة، يلجأ الإنسان إلى استخدام هذه الطريقة في حال لم تنجح باقي الطرق الطبيعية أو الطرق التطبيقية في التصدي للآفة الحشرية، كما يلجأ لها في حال تخطت الكثافة العددية للآفة الحشرية إلى الحد الاقتصادي الحرج أي ازدادت أعدادها بشكل كبير، ويعتمد نجاح طريقة المكافحة هذه في حال تم استخدامها في الوقت والمكان المناسب وكذلك اختيار النوع المناسب من المبيد الحشري واستعماله بالتركيز المسموح والموصى به.

#### المكافحة المتكاملة ونظم إدارة الآفات
استخدام المبيدات فقط في مكافحة الآفات يؤدي في معظم الأحيان إلى زيادة وتعاظم مشاكل الآفات، لذا لجأ الإنسان إلى استخدام المكافحة المتكاملة وهي استخدام المبيدات الكيماوية إلى جانب الأعداء الحيوية للآفات والمحافظة عليها، حيث تعمل الأعداء على الحد من تعدد الآفة ومن أخطارها بجانب استخدام المبيدات المناسبة، أما (نظم إدارة الآفات) فيعني استخدام جميع العوامل التي يمكن بها التقليل من الآفات مع تقليل الاعتماد على المبيدات الحشرية إلى أقل حد ممكن.

#### طارد للآفات
يعتبر زيت شجر شوح بلسمي طارد غير سام للقوارض.